# Mariann Fischer Boel
Mariann Fischer Boel (Aasum (Funen), 15 april 1943) is een Deens politica van de liberale partij Venstre. In 2002 werd ze minister van Landbouw en Voedsel in de centrumrechtse regering van Anders Fogh Rasmussen. Van 1 november 2004 tot het aantreden van de commissie-Barroso II was zij Europees commissaris voor Landbouw en Plattelandsontwikkeling.
Als Deens minister heeft zij voorgesteld om de Europese landbouwsubsidies maar helemaal af te schaffen, iets wat in veel Europese landen niet gewaardeerd werd.
Fischer Boel heeft samen met haar man drie landbouwbedrijven in Denemarken. Wegens mogelijke belangenverstrengeling was haar benoeming tot Europees commissaris omstreden. Zij heeft echter aangegeven dat de boerderijen nu door haar man geleid worden en zij er niet direct bij betrokken is.
Joaquín Almunia · Catherine Ashton · José Manuel Barroso · Jacques Barrot · Joe Borg · Karel De Gucht · Stavros Dimas · Benita Ferrero-Waldner · Ján Figeľ · Franco Frattini · Mariann Fischer Boel · Dalia Grybauskaitė · Danuta Hübner · Siim Kallas · Meglena Koeneva · László Kovács · Neelie Kroes · Markos Kyprianou · Peter Mandelson · Charlie McCreevy · Louis Michel · Leonard Orban · Andris Piebalgs · Janez Potočnik · Viviane Reding · Olli Rehn · Paweł Samecki · 
Algirdas Šemeta · Vladimír Špidla · Antonio Tajani · Androulla Vassiliou · Günter Verheugen · Margot Wallström
- Gemeinsame Normdatei: 139458344
- International Standard Name Identifier: 0000 0003 8189 7317
- Nationale Bibliotheek van Tsjechië: js20050718025
- Parlement.com: vgu719bwyqmd
- Virtual International Authority File: 263589930
- WorldCat: E39PBJdrC3Btd79rHX4VGkvT73